# Las ínsulas extrañas (Emilio Adolfo Westphalen)
Las ínsulas extrañas es el nombre del poemario más importante de Emilio Adolfo Westphalen, poeta peruano. Fue publicado en febrero del año 1933, cuando el poeta tenía 21 años y reúne poemas escritos en los años 1931 y 1932.      

## Origen del nombre
El título del libro proviene de un verso del Cántico espiritual del poeta místico San Juan de la Cruz: 

¡Mi amado, las montañas,
los valles solitarios nemorosos,
las ínsulas extrañas,
los ríos sonorosos,
el silbo de los aires amorosos;

A su vez, el término "ínsulas extrañas" fue tomado de San Juan de la Cruz de una frase marina acuñada por los descubridores de Indias para aludir a algunas tierras incógnitas. 

## Influencias y características
El poemario se caracteriza por su filiación surrealista, aunque cierta crítica considera que posee más bien un "surrealismo controlado" pues las imágenes de Westphalen en esta obra no responden a la escritura automática característica de dicha escuela. Además, el mismo poeta ha declarado que no se considera un poeta surrealista en entrevistas a revistas literarias. 
Otro rasgo importante de la obra es que los títulos de los poemas son iguales al primer verso de cada uno (o contienen sus primeras palabras), dando la impresión de que los poemas en verdad no tienen título y que se usa dicha repetición apenas como una marca referencial. 
Se suele analizar los arquetipos presentes en la obra (aire, agua, fuego, árbol, tiempo, etc.) como claves para comprender mejor la estructura global del libro. 

## Poemas
1. Andando el tiempo
2. Solía mirar el carrillón...
3. La mañana alza el río...
4. Hojas secas para tapar...
5. Un árbol se eleva hasta el extremo...
6. Una cabeza humana se viene...
7. No es válida esta sombra
8. Llueve por tanto...
9. No te has fijado...